# Banger Musik
Pour les articles homonymes, voir Banger.
Banger Musik est un label discographique indépendant allemand de hip-hop, ayant son siège à Düsseldorf. Il est fondé en 2012 par le rappeur Farid Bang ainsi que Ralph M. Jacobs et Mohamed Elbouhlali.

## Histoire
Après avoir classé son album Der letzte Tag deines Lebens à la troisième place des charts allemands, Farid Bang ne voit plus de raison de rester au label 7Days Music Entertainment AG, filiale de Sony Music. Ne trouvant pas de label approprié, il décide de se mettre à son compte. Il recrute Ralph M. Jacobs de 7days, et fait appel à Mohamed « Mo7art » Elbouhlali (également appelé Mo), qu'il connait de German Dream. Avec un capital de départ de 25 000 euros, ils fondent finalement ensemble le label le 4 avril 2012. Le nom s'inspire d'une chanson de l'album Asphalt Massaka 2 de Farid Bang. La première signature devait être le rappeur Al-Gear, également originaire de Düsseldorf, avec lequel Farid Bang était ami depuis longtemps. Les deux se sont toutefois brouillés à court terme. En même temps, Farid Bang avait découvert Majoe, le duo Majoe & Jasko devenant ainsi la première signature de Banger Musik. Suivent KC Rebell et Summer Cem,. En 2014, le label réussit à obtenir trois succès numéro un dans les charts allemands des albums en l'espace d'un an. La distribution du label est d'abord assurée par Groove Attack, puis depuis janvier 2015 par le partenaire de distribution Warner Music.
En avril 2015, la première édition du Banger Mag est publiée en coopération avec le magazine de hip-hop Backspin, un magazine avec des interviews et des histoires de fond qui ne comprennent que des artistes du label, des amis musiciens ou des collègues des créateurs du label. Le 2 juin 2016, la nouvelle signature de Banger Musik, 18 Karat, est présentée. En 2014, 2016 et 2017, Banger Musik est élu « meilleur label national » lors des Hiphop.de Awards,,.
En juillet 2018, KC Rebell annonce son départ du label. Le 1er novembre 2018, le rappeur Sipo est présenté comme la nouvelle signature de Banger Musik.

## Banger Musik Films
Le sous-label Banger Musik Films s'occupe de la visualisation sur YouTube. Ainsi, depuis Ghettosuperstar de Majoe, toutes les vidéos musicales des artistes y sont produites. Auparavant, c'était la société de production indépendante StreetCinema qui s'en chargeait. Elbouhlail et Jacobs y travaillent en tant que réalisateurs.

## Membres

### Membres actuels
- Farid Bang (depuis 2012)
- Majoe (depuis 2012)
- Jasko (depuis 2012)
- Summer Cem (depuis 2014)
- Sipo (depuis 2018)
- Bobby Vandamme (depuis 2023)

### Anciens membres
- L-Nino (2012)
- KC Rebell (2013–2018)
- 18 Karat (2016–2022)